# Daniel Chalonge
Daniel Chalonge (Grenoble, 21 de janeiro de 1895 — Paris, 28 de novembro de 1977) foi um astrônomo francês.
Estudou em Paris, onde foi discípulo de Charles Fabry. Chalonge foi astrônomo do Observatório de Paris, do Observatoire d'Haute Provence e do Swiss Jungfraujoch Scientific Station.